# Ōyama Ikuo

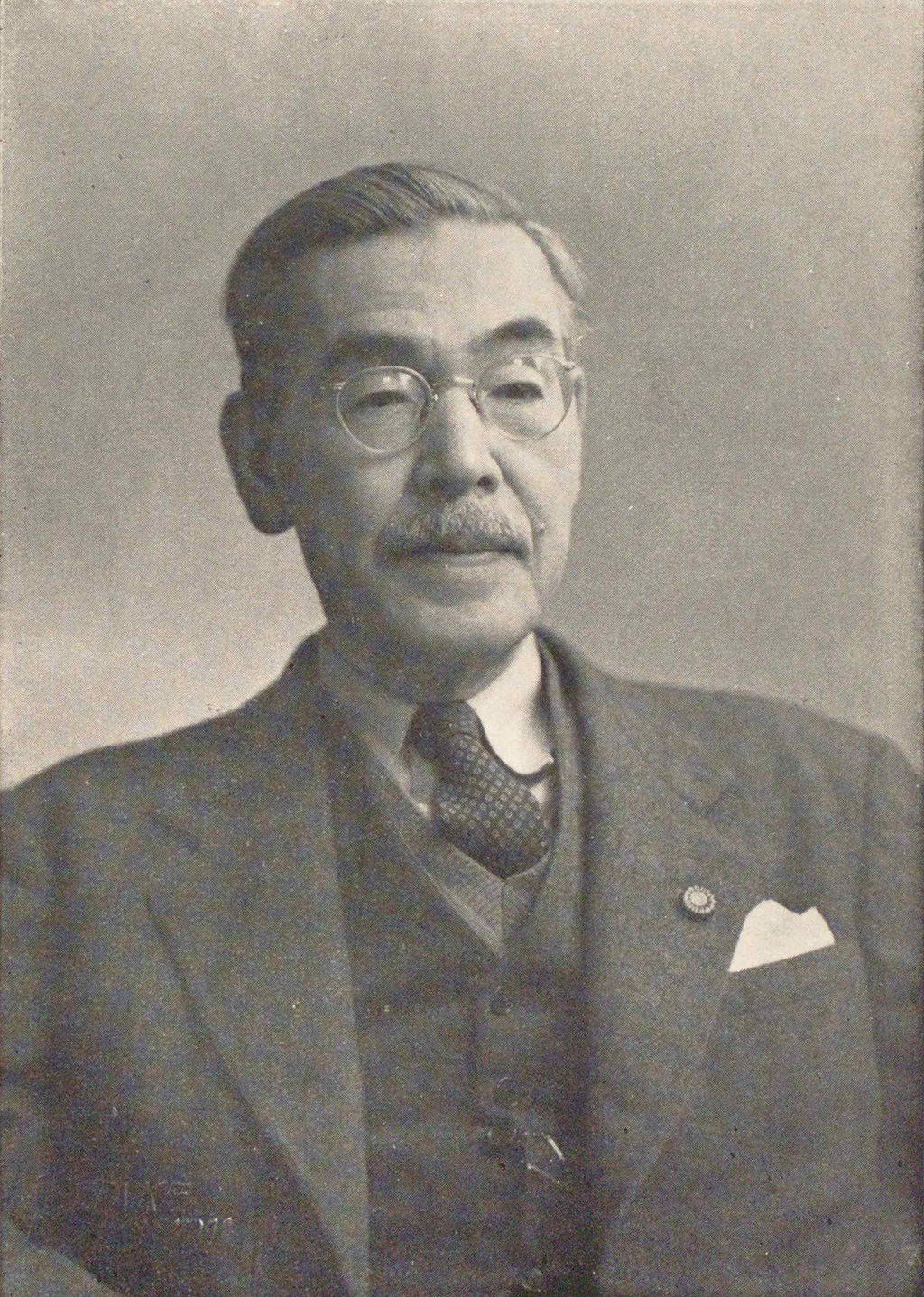
Ōyama Ikuo

Ōyama Ikuo (japanisch 大山 郁夫; geboren 20. September 1880 in Aioi, Präfektur Hyōgo; gestorben 30. November 1955) war ein japanischer Politiker und Politikwissenschaftler.

## Leben und Wirken
Ōyama Ikuo studierte an der Waseda-Universität und machte dort 1905 seinen Abschluss. Von 1910 bis 1914 bildete er sich an den Universitäten von Chicago und München weiter. Nach seiner Rückkehr wurde er Professor an der Waseda-Universität.
1917 verließ Ōyama die Universität und begann für die Zeitung „Ōsaka Asahi Shimbun“ (大阪朝日新聞) zuschreiben. Er betrachtete es als seine Aufgabe, die Massen darauf hinzuweisen, wie wichtig es sei, demokratische Einrichtung in Japan zu unterstützen. 1918 gründete er zusammen mit Yoshino Sakuzō und anderen eine Gesellschaft mit dem Namen „Reimeikai“ (黎明会), um demokratische Ideen voranzutreiben. Daneben begann Ōyama ein Magazin mit dem Namen „Wir“ (我等, warera) zu publizieren.
1920 kehrte Ōyama an die Waseda-Universität zurück, wo er für die Studenten zum Symbol des Widerstandes gegen die Regierungspolitik wurde. 1926 wurde er Vorsitzender der „Arbeiter- und Bauern-Partei“ (労働農民党, Rōdō Nōmin-tō), die bald darauf von der Regierung aufgelöst wurde. Ōyama konnte die Partei im Jahr darauf wieder etablieren und sie 1930 mit einem Sitz im Unterhaus vertreten. Ōyamas Widerstand gegen die militärische Expansion Japans verärgerte die rechtsradikalen Organisationen. Angriffe auf sein Leben fürchtend verließ er Japan und lebte von 1932 bis 1947 in den USA.
Nach seiner Rückkehr nach Japan und an die Waseda-Universität wurde Ōyama in der Friedensbewegung aktiv. Er wurde 1950 von einem Bündnis der linken Parteien ins Oberhaus des Parlaments gewählt. 1951 erhielt er den Internationalen Stalin-Friedenspreis.